# GNAZ
GNAZ‏ (G protein subunit alpha z) هوَ بروتين يُشَفر بواسطة جين GNAZ في الإنسان.